# Канополо

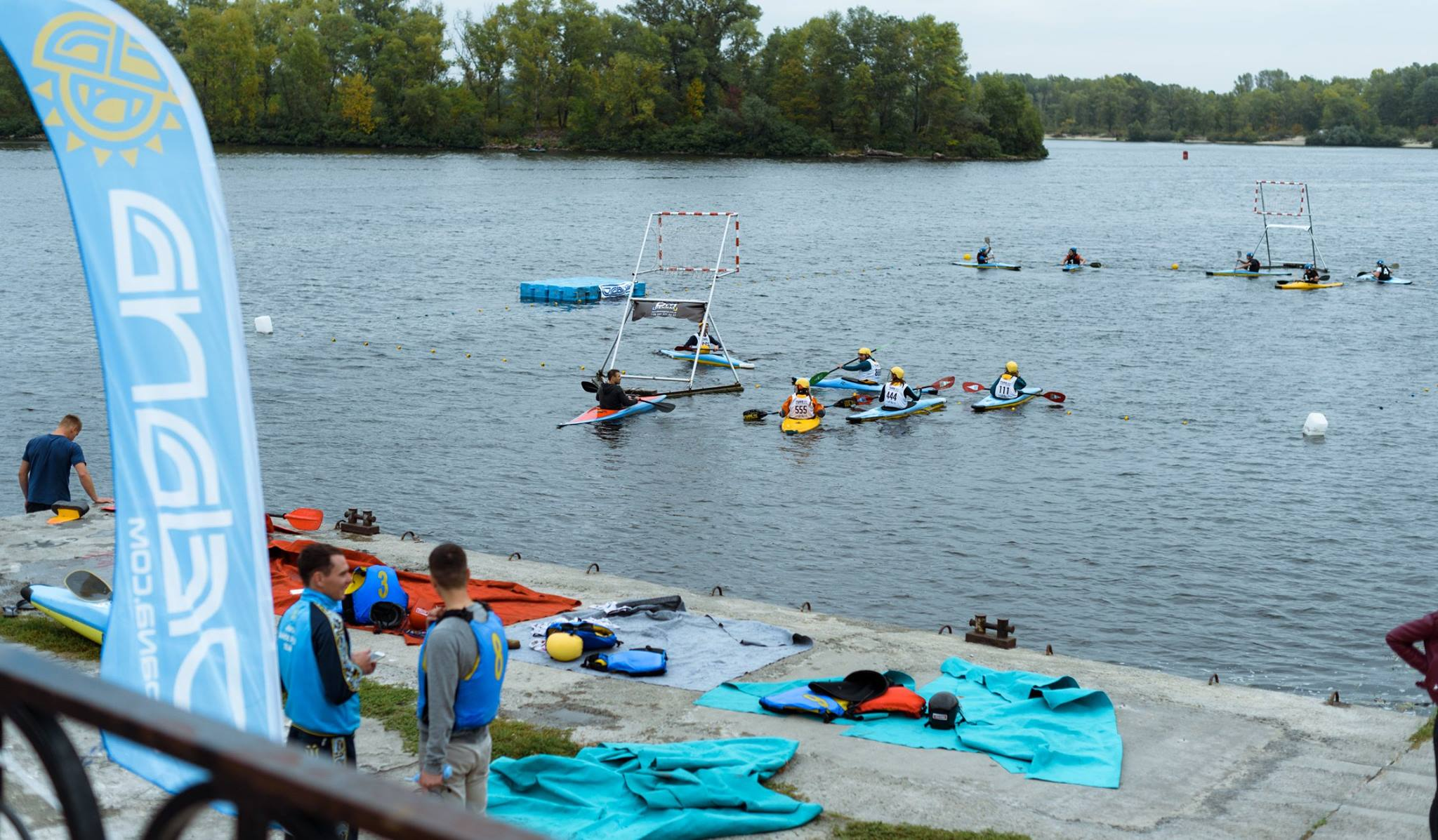
Майданчик для гри в кануполо.

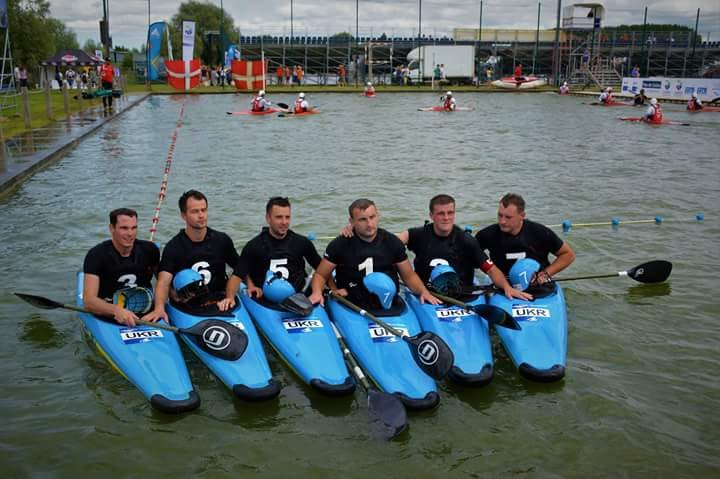
Сент-Омер, Франція 2017 Чемпіонат Європи, збірна України

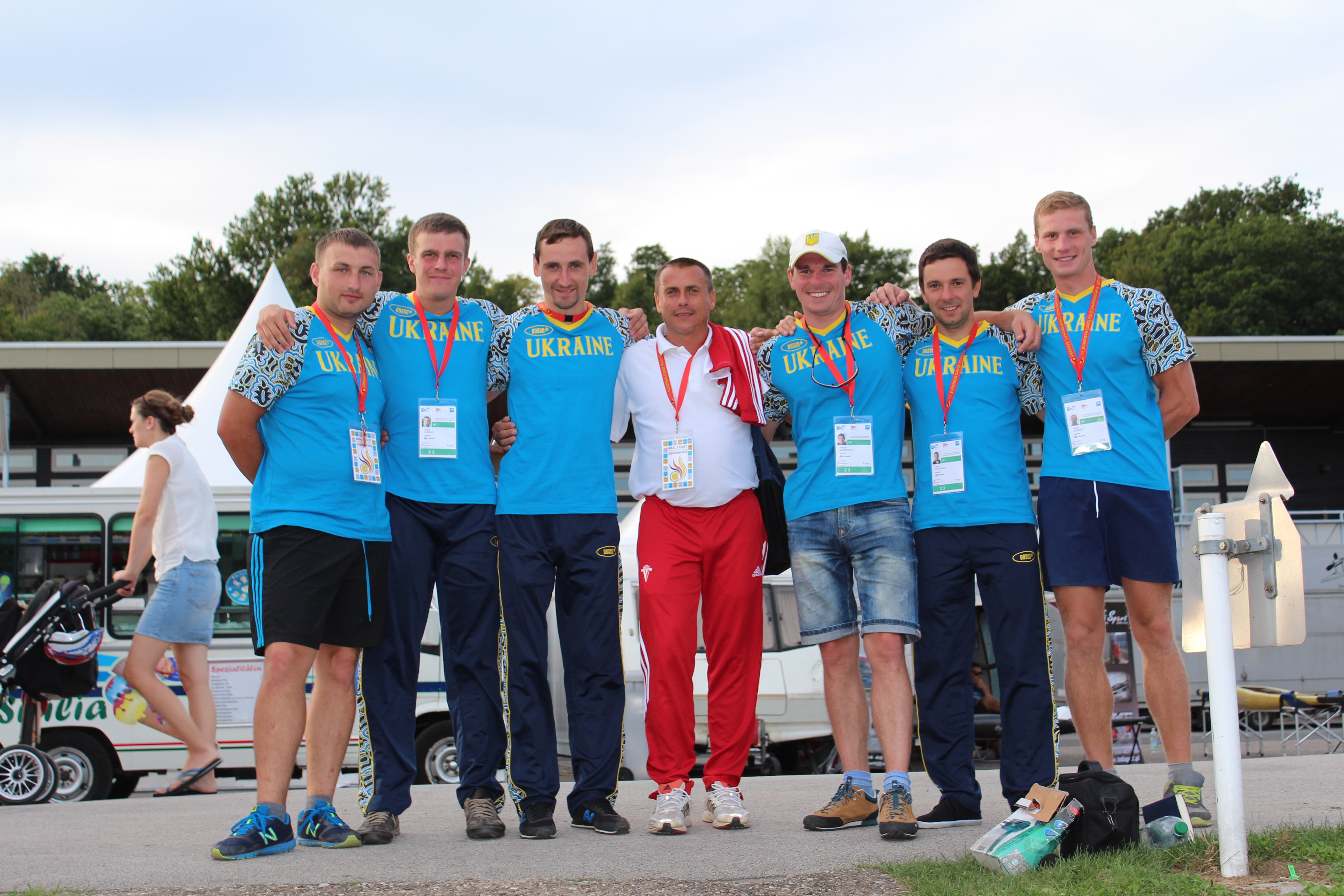
Збірна України 2015 р. Чемпіонат Європи Ессен, Німеччина

Кануполо, канополо, каное-поло — неолімпійський командний вид спорту, різновид веслування.

## Загальна інформація
Гра відбувається на відкритих або закритих водоймах, на спеціально встановленому майданчику з воротами, які розташовуються над поверхнею води. У грі бере участь дві команди по 5 спортсменів каякерів (на байдарках) в спеціальному захисному екіпіруванні (рятівний жилет, шолом, весло).
Володіння м'ячем, перехоплення на інші елементи дриблінгу здійснюються руками або веслом у межах, що встановлені правилами гри. Переможцем стає та команда, яка заб'є найбільше м'ячів у ворота противника.
За правилами, динамікою, тактичними побудовами гра нагадує футбол, гандбол, водне поло. Під час гри дозволяється силова боротьба. Човни для кануполо — це спеціальні каяки зі спеціальним бампером на носі та кормі для захисту від травмування. Весла також можуть мати захисний край.

## Історія
Датою народження кануполо вважають 1970 рік, коли в Лондоні вперше продемонстровано цю гру. Надалі створено підкомітет кануполо в складі Федерації каное Британії. Цей підкомітет розробив й окреслив сучасні правила кануполо.
З часу заснування новий вид спорту став стрімко розвиватися в країнах Європи, далі популяризація відбувалася на інших континентах.
1994 року вперше проведено чемпіонат світу в Англії (Шеффілд). Відтоді він став регулярним.
Кануполо в Україні також отримало закономірний розвиток. 2006 року вперше українські спортсмени, на запрошення польської сторони, взяли участь у змаганнях в Польщі (м. Августів). Це були перші пробні змагання для України.
Відтоді кануполо розвивалося на аматорському рівні серед спортсменів, що займалися веслувальним слаломом.
2012 року на День Незалежності в Києві на Оболоні (Оболонська набережна) за сприяння міської влади, був відкритий «Київський водний стадіон», який в своїй структурі має велику кількість підрозділів один з яких — кануполо. 2012 року заснована команда КВС (KWS), яка стала першою українською командою. 2012 року відбулися перші змагання з кануполо в Україні за «Кубок водного стадіону».
2013 року команда КВС брала участь в перших міжнародних змаганнях у Вільнюсі (Литва).
2014 році засновано Федерацію кануполо України [Архівовано 11 березня 2018 у Wayback Machine.]
2015 рік — збірна України взяла участь в Чемпіонаті Європи з кануполо, що проходив в м. Ессен, Німеччина. Україна посіла 18 місце
2017 рік — Національна чоловіча збірна України виступила на Чемпіонаті Європи з кануполо м. Сент-Омер, Франція, посівши 17місце
2022 рік - Національна чоловіча збірна України виступила на Чемпіонаті світу з кануполо в м.Сент-Омер, Франція, посіла 23 місце